# Titus Statilius Taurus (Konsul 44)
Titus Statilius Taurus († 53) war ein römischer Politiker und Senator des 1. Jahrhunderts.
Taurus war ein Sohn des Titus Statilius Taurus, der im Jahr 11 ordentlicher Konsul gewesen war, und mütterlicherseits Enkel des Redners Marcus Valerius Messalla Corvinus. Sein Bruder war Titus Statilius Taurus Corvinus, Konsul im Jahr 45. Im Jahr 44 wurde Taurus selbst ordentlicher Konsul und später, vermutlich im Jahr 52/53, Prokonsul der Provinz Africa. Im Jahr 53 wurde Taurus auf Anstiften Agrippinas, die ein Auge auf die Gärten des reichen Konsulars geworfen hatte, von Marcus Tarquitius Priscus, der in Africa unter ihm Legat gewesen war, wegen Magie und Nachstellung gegen das Kaiserhaus angeklagt. Taurus tötete sich noch vor dem Spruch des Senats selbst.